# Lee Gyeong-eun
Lee Gyeong-eun (이경은?; Seul, 13 luglio 1987) è una cestista sudcoreana.

## Carriera
Con la Corea del Sud ha disputato i Campionati mondiali del 2006.